# کلیومتریک
کلیومتریکز (به انگلیسی: Cliometrics)، گاهی به نام جامعه‌شناسی تاریخ یا اقتصاد تاریخ خوانده می‌شود کاربرد سازمانمند و اصولی نظریه اقتصاد، فنون اقتصادسنجی و روش‌های حسابی و آماری دیگر برای مطالعه تاریخ (به ویژه تاریخ اجتماعی و اقتصادی) می‌باشد. در واقع کیلومتر یک یک رویکردی کمی به تاریخ اقتصاد است.